# 樊冕
樊冕（1423年—？），字景瞻，山西平陽府蒲州榮河縣人，錦衣衛鎮撫司軍匠籍，明朝政治人物。進士出身。

## 生平
順天府鄉試第四十三名。景泰二年（1451年）辛未科會試第一百九十五名，殿試登進士第三甲第二十四名。

## 家族
曾祖樊遊道。祖父樊仲安。父亲樊致善。